# كورتني بي. فانس
كورتني برنارد فانس (بالإنجليزية: Courtney B. Vance)‏ (ولد في 12 مارس 1960) ممثل أمريكي.

## روابط خارجية
- كورتني بي. فانس على موقع IMDb (الإنجليزية)
- كورتني بي. فانس على موقع روتن توميتوز (الإنجليزية)
- كورتني بي. فانس على موقع ألو سيني (الفرنسية)
- كورتني بي. فانس على موقع أول موفي (الإنجليزية)
- كورتني بي. فانس على موقع قاعدة بيانات برودواي على الإنترنت (الإنجليزية)
- كورتني بي. فانس على موقع قاعدة بيانات الأفلام السويدية (السويدية)
- كورتني بي. فانس على موقع إن إن دي بي (الإنجليزية)
- كورتني بي. فانس على موقع قاعدة بيانات الفيلم (الإنجليزية)
- كورتني بي. فانس على موقع كينوبويسك (الروسية)
- Courtney B. Vance Interview with wife Angela Bassett on Sidewalks Entertainment